# JChemPaint
JChemPaint è un editor e visualizzatore per strutture chimiche in 2D. È un software gratuito e open source, scritto in Java e funzionante su sistemi Windows, macOS, Linux e Unix. Esiste una applicazione stand-alone (editor), e due varietà di applet (editor e visualizzatore) che possono essere integrate nelle pagine web.
JChemPaint è attualmente sviluppato come parte del Chemistry Development Kit, e una applicazione JChemPaint basata su SWT è stata sviluppata come parte di Bioclipse.